# Pelopium
Pelopium是歷史上一度以為是化學元素的物質。1845年，化學家海因里希·罗斯發現了一個新元素並命名為Pelopium，此名稱來自於希臘國王坦塔勒斯的兒子珀羅普斯（Pelops）。化學家海因里希在分析鈮鉭礦的過程中，他得出結論，它包含一個與鈮和鉭相似的元素。它有類似鈮和鉭的複雜製備反應性，然後海因里希將它純化製成純樣品，因為性質與鈮和鉭不太相同，因此以為是新元素，但後來發現它只是鈮和鉭的混合物。
1864年，Christian Wilhelm Blomstrand毫不含糊地表明了Pelopium僅有與鉭和鈮的有些許差距，且性質界於其中，沒有其他類似的因素能證明其存在的事實。1865年，亨利·愛丁·聖克萊爾·德維爾和Louis J. Troost已經確定那些化合物之化學結構最後由瑞士化學家Jean Charles Galissard de Marignac瑞士化學家證明出Pelopium不是新的元素。
會發生這個烏龍是由於鉭和鈮是同族元素，彼此的差異很小。鉭和鈮都可與痕量的氯和氧發生反應，包括大氣中的含氯濃度，形成兩種含鈮的化合物：白色易揮發的五氯化鈮（NbCl5）和不易揮發的三氯氧化铌（NbOCl3）。聲稱新的元素pelopium，ilmenium和dianium其實也都只是鈮或鈮和鉭的混合物而已。